# Mustelus lunulatus
Mustelus lunulatus — акула з роду Гладенька акула родини Куницеві акули. Інша назва «Толло».

## Опис
Загальна довжина досягає 1,7 м. Голова відносно довга. Морда загострена. Очі помірно маленькі, овальні, з мигальною перетинкою. За ними розташовані невеличкі бризкальця. Ніздрі великі з трикутними носовими клапанами. На верхній губі присутня виражена складка. Рот невеликий, сильно зігнутий. Зуби дрібні, з притупленою 1 верхівкою. Розташовані у декілька рядків. У неї 5 пар зябрових щілин, з яких дві останні пари розташовані над грудними плавцями. Тулуб подовжений, стрункий, дещо горбатий в області переднього спинного плавця. Луска овальна, з 1 зубчиком. Грудні плавці широкі, задній край увігнутий. Має 2 спинних плавця, з яких передній більше за задній. Передній спинний плавець має увігнутий задній край, який наче пошарпано. Розташовується між грудними та черевними плавцями, ближче до перших. Задній починається перед анальним плавцем і закінчується навпроти кінця анального плавця. Останній менше за задній спинний плавець. Хвостовий плавець гетероцеркальний, верхня лопать має характерний «вимпел», нижня лопать з увігнутим заднім краєм.
Забарвлення спини сіре, іноді з бронзовим відтінком. Черево має попелясто-білий колір. Задні краї спинних, анального і хвостового плавців темніше за загальний фон.

## Спосіб життя
Тримається на глибинах від 10 до 200 м, на континентальному шельфі. Живиться дрібними костистими рибами, головоногими молюсками, ракоподібними (лангустами, креветками, крабами).
Це живородна акула. Самиця народжує від 6 до 19 акуленят завдовжки 30 см.
М'ясо смачне. Є об'єктом місцевого рибальства.

## Розповсюдження
Мешкає в Тихому океані: від узбережжя штату Каліфорнія (США) до Панами.